# Nature Genetics
Nature Genetics (abrégé en Nat. Genet.) est une revue scientifique britannique à comité de lecture spécialisée dans tous les aspects de la recherche en génétique, de la génétique moléculaire fondamentale aux modèles physiopathologiques humains et à la thérapie génique. Nature Genetics est une revue de très haut niveau publiée en anglais une fois par mois depuis décembre 1992.
D'après le Journal Citation Reports, le facteur d'impact de ce journal était de 29,0 en 2024, ce qui le place dans les dix premières revues toutes disciplines confondues. Depuis 2022, le directeur de publication est Tiago Faial.